# St Columb Major
St Columb Major (Limba cornică: Sen Kolomm Veur) este un oraș în comitatul Cornwall, regiunea South West, Anglia. Orașul se află în districtul Restormel.

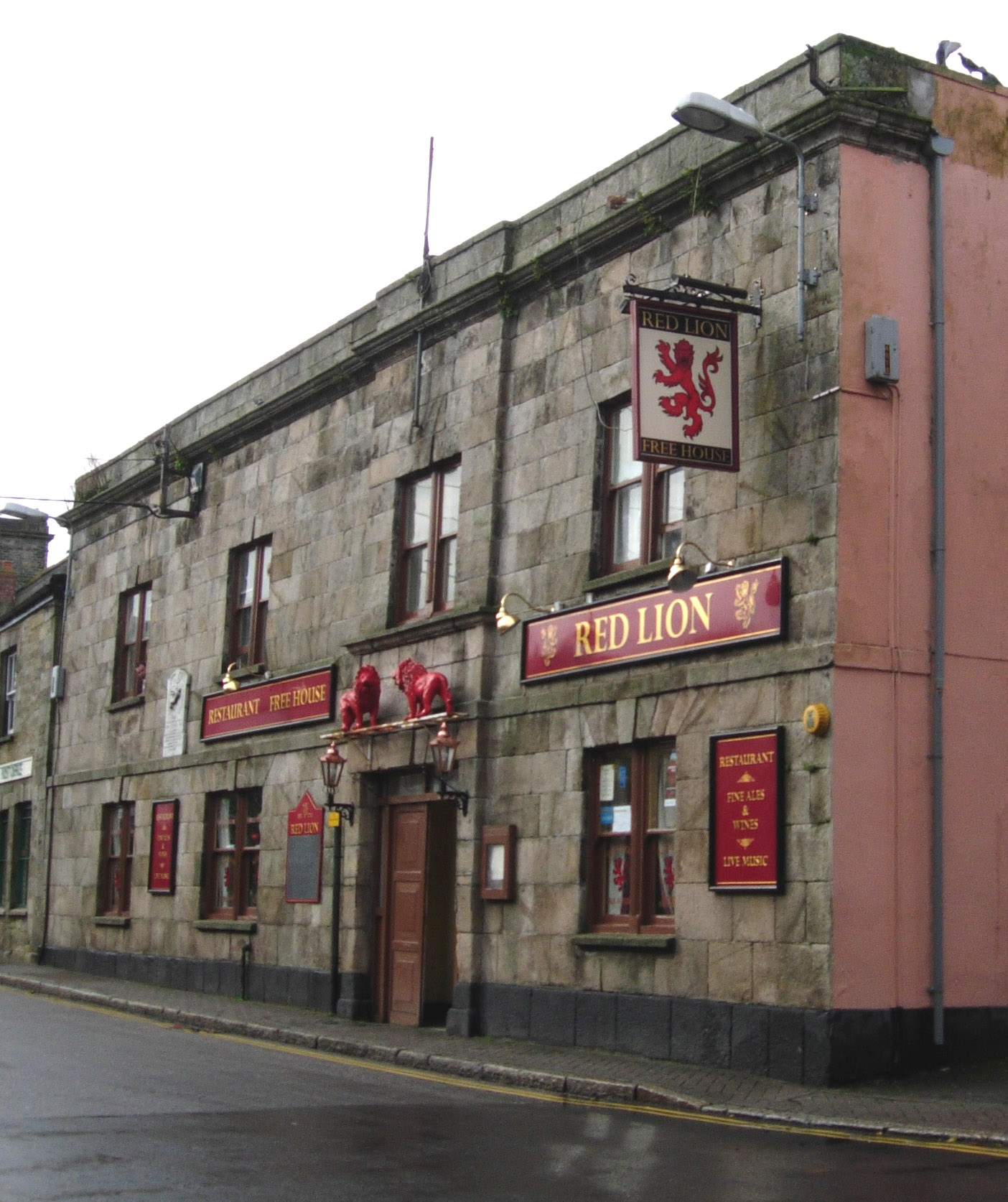
Red Lion Pub